# Radymno

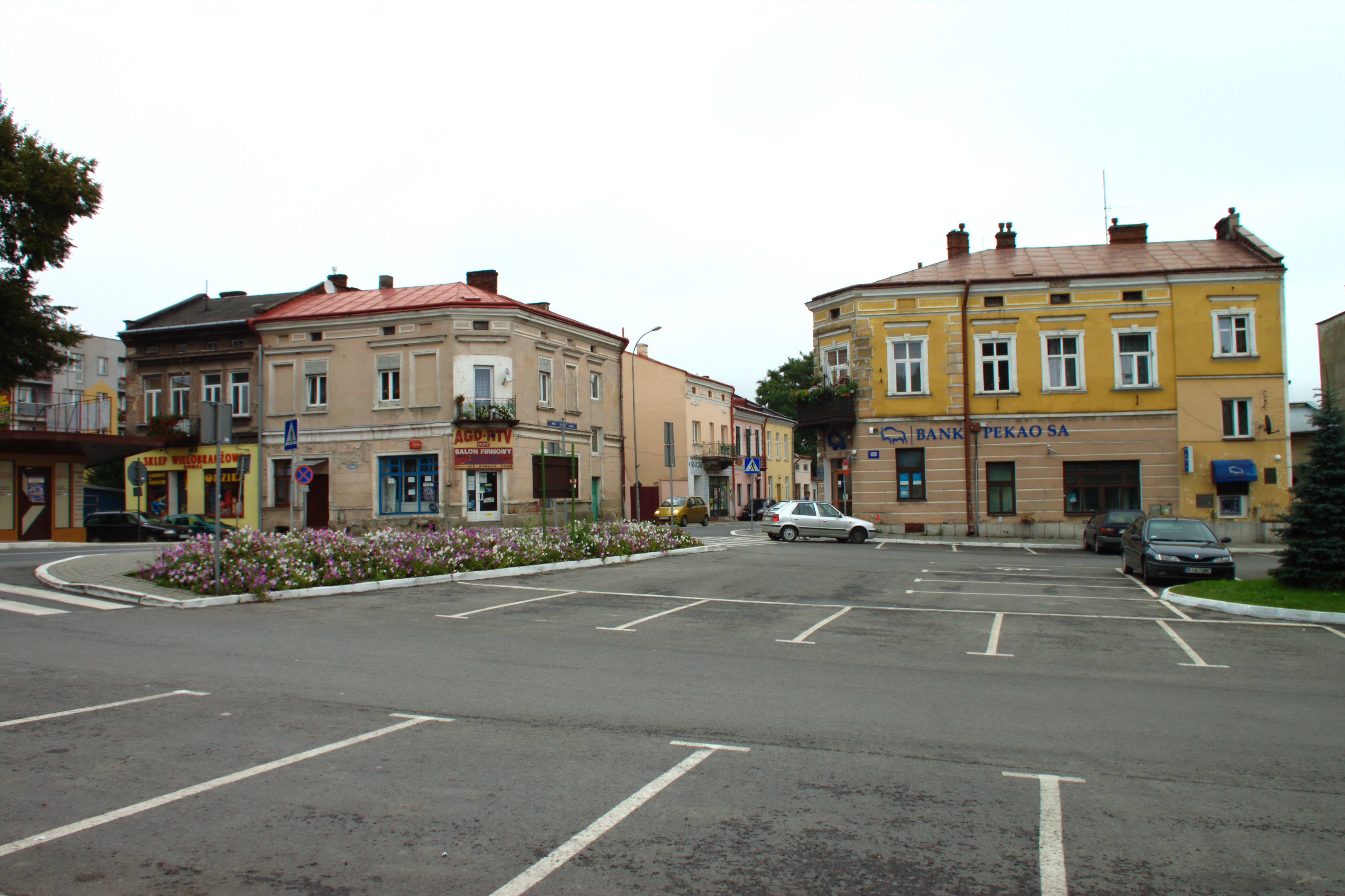
Marktplatz

Radymno ist eine Stadt im Powiat Jarosławski in  der Woiwodschaft Karpatenvorland, Polen. Sie ist auch Sitz der eigenständigen Landgemeinde.

## Geografie
Radymno erstreckt sich über 13,59 km², wovon 71 % landwirtschaftlich genutzt werden. Es gibt keine Waldfläche. Die Stadt stellt 1,32 % der Fläche des Powiat Jarosławski dar. Die 5500 Einwohner zählende Stadt liegt ungefähr 60 Kilometer östlich der Stadt Rzeszów und ungefähr 20 Kilometer westlich der ukrainischen Grenze.

## Geschichte
Zunächst erhielt Bernard aus Szynwałd das Privileg vom König Kasimir dem Großen für Wiedergründung von Radymno. 1377 wurde die Gründung des Dorfs nach dem Magdeburger Recht vom Wladislaus II. von Oppeln, dem Statthalter der Rus, erlaubt. Ab 1384 im Besitz des Bistums Przemyśl.
Bei der Ersten Teilung Polens 1772 kam die Stadt an Österreich und wurde Teil des Kronlandes Galizien und Lodomerien. Seit der staatlichen Wiederherstellung Polens 1918 gehört sie wieder zu Polen.

## Gmina
- Die Stadt Radymno bildet eine Stadtgemeinde (gmina miejska).
- Die eigenständige Landgemeinde (gmina wiejska) Radymno hat eine Fläche von 182,2 km².

## Verkehr
In Zukunft wird die Stadt mit dem polnischen Autobahnnetz verbunden sein. Unweit der Stadt befindet sich die Autostrada A4, die von der deutschen Grenze bei Jędrzychowice bis zur ukrainischen Grenze bei Korczowa verläuft, bis 2012 im Bau. 
Die derzeit bis zur Fertigstellung der A4 wichtigste Straße, die Droga krajowa 4 mit der Europastraße 40 führt durch die Stadt. Außerdem verläuft die Droga krajowa 77, die von Lipnik über Sandomierz und Jarosław nach Przemyśl, auch durch die Stadt.

## Persönlichkeiten
- Hinde Bergner (1870–vermutlich 1942), jiddische Schriftstellerin (eigentlich: Hindsia Bergner)[4]